# Deepin
Deepin (stylisé deepin) est une distribution GNU/Linux développée par la société chinoise Wuhan Deepin Technology Co., Ltd, ainsi qu'une marque déposée par cette société.
Basé sur Debian, ce système d'exploitation utilise son gestionnaire de paquets, APT. Il contient tant des logiciels libres que propriétaires et est disponible gratuitement pour tous.
L'environnement de bureau de Deepin est Deepin Desktop Environment,.

## Ressources nécessaires
Deepin requiert des ordinateurs relativement récents pour fonctionner. Par exemple deepin 2014.3 requiert un processeur cadencé à 2,0 GHz avec prise en charge de PAE, NX et SSE4.
|                          | Processeur               | Mémoire vive | Mémoire morte |
| ------------------------ | ------------------------ | ------------ | ------------- |
| Deepin 2014.3 Capable PC | Intel Pentium IV 2,0 GHz | 1 Go         | 10 Go         |
| Deepin 2014.3 Ready PC   | Intel Core 2 2,0 GHz     | 2 Go         | 20 Go         |

## Installation
Deepin est proposé par défaut sous forme d'une image disque. Cette image ISO permet de créer un Live CD ou Live USB qui permet d'utiliser directement deepin, sans installation.

## Composants

### Deepin Desktop Environment
Deepin dispose de son propre environnement de bureau appelé Deepin DE ou DDE en abrégé. DDE est développé en utilisant Qt/C++ et Golang. La distribution possède également son propre gestionnaire de fenêtres dde-kwin. L'environnement de bureau a été décrit comme « le plus beau bureau du marché » par Jack Wallen de TechRepublic.
D'autres distributions Linux, comme Arch Linux, ont commencé à inclure l'environnement Deepin Desktop Environment dans leurs dépôts de paquets. DDE est également disponible dans les dépôts de logiciels de Fedora 30. 
UbuntuDDE et Manjaro Deepin sont des distributions soutenues par la communauté, qui incluent Deepin Desktop Environment et certaines des applications Deepin.
Depuis 2019, DDE était également disponible sur openSUSE Tumbleweed et Leap. 
Cependant, le 7 mai 2025, openSUSE a annoncé, la suppression de DDE de leur dépôts pour cause de violations de la politique de sécurité et d'empaquetage. De plus, des rapports font état d'incidents de sécurité récurrents, de corrections insuffisantes ou tardives des vulnérabilités, d'une communication inconsistante et de ressources limitées en amont. Par conséquent, le maintien d'une intégration sûre et fiable de DDE au sein d'openSUSE est devenu de plus en plus intenable selon les équipes de maintenance.

### Applications spécifiques
- DMusic (précédemment, Deepin Music et Deepin Media Player): lecteur multimédia audio ;
- Deepin Movie : lecteur média polyvalent. L’application permet de lire des disques Blu-ray et des fichiers vidéo dans des formats variés, tels que MKV, FLV, RM, RMVB ou 3GP.

### Autres logiciels
Deepin contient notamment la suite bureautique WPS Office, et son navigateur par défaut était Mozilla Firefox, avant son remplacement depuis la version 20.1 par le navigateur maison Deepin Browser.